# Weweler (plaats)
Weweler is een plaats in de gemeente Burg-Reuland in de Belgische provincie Luik. Het dorp heeft ongeveer 95 inwoners.

## Geschiedenis
Weweler werd voor het eerst genoemd in 1313. Het behoorde tot de heerlijkheid Thommen, maar was de centrale parochie voor een aantal dorpen waaronder Reuland. In 1803 werd de zetel van de centrale parochie echter naar Reuland verlegd, waardoor de plaatselijke parochiekerk tot kapel werd gedegradeerd en nog slechts incidenteel gebruikt werd.

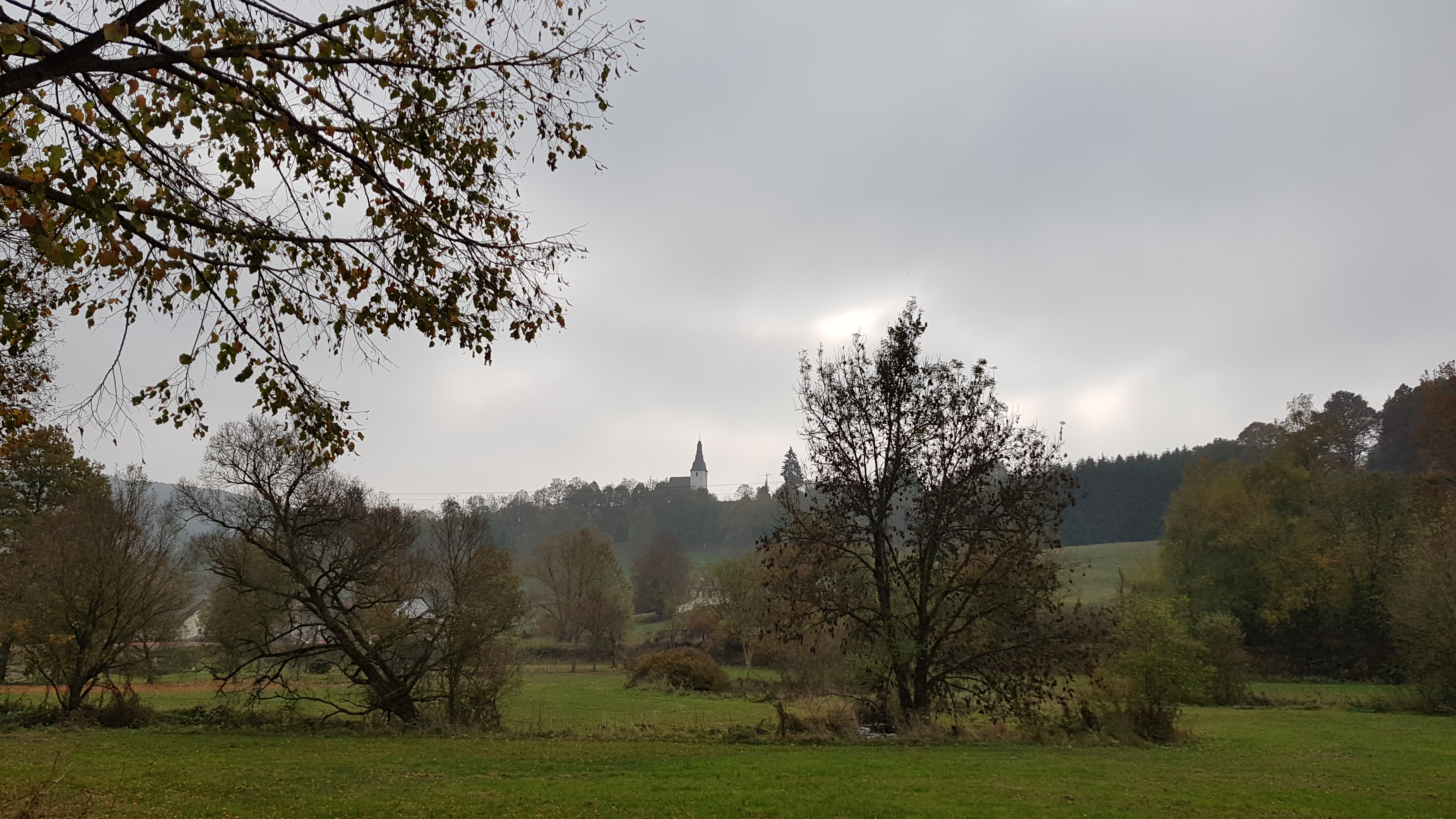
Zicht op Weweler

## Bezienswaardigheden
- Sint-Hubertuskapel

## Natuur en landschap
Weweler ligt op een hoogte boven het dal van de Our, bij de samenvloeiing van de Ulf in deze rivier.

## Nabijgelegen kernen
Steffeshausen, Bracht, Reuland, Stoubach, Steffeshausen, Lützkampen
Deelgemeenten: Reuland · Thommen

Overige kernen: Aldringen · Alster · Auel · Bracht · Braunlauf · Diepert · Dürler · Espeler · Grüfflingen · Koller · Lascheid · Lengeler · Maldingen · Malscheid · Maspelt · Oberhausen · Oudler · Ouren · Richtenberg · Steffeshausen · Stoubach · Weidig · Weisten · Weweler

Belgische gemeenten · Duitstalige Gemeenschap · Arrondissement Verviers · Luik · Wallonië